# Beatrix Heintze
Beatrix Heintze (* 13. Januar 1939 in Korneuburg, Österreich) ist eine deutsche Ethnologin und Historikerin mit dem Forschungsschwerpunkt vorkoloniale Geschichte des westlichen Zentralafrikas und besonders Angolas. Sie war am Frobenius-Institut Schriftleiterin und zeitweilig Herausgeberin der institutseigenen Publikationen. Daneben veröffentlichte sie drei Bücher über den Leipziger Unternehmer und Widerstandskämpfer Walter Cramer.

## Leben und Werk
Beatrix Heintze ist mütterlicherseits eine Enkelin des Textilunternehmers und Widerstandskämpfers gegen den Nationalsozialismus Walter Cramer (1886–1944), der in Leipzig lebte, und väterlicherseits des Generaldirektors der Döhrener Wollwäscherei in Hannover Hans Heintze. Ihr Vater Hans-Georg Heintze ging 1938 nach Korneuburg einige Kilometer nördlich von Wien, um eine Zweigfirma der „Döhrener Wolle“ einzurichten. Dort wurde Beatrix Heintze im Januar 1939 als ältestes von zwei Kindern geboren. Mit Ausbruch des Zweiten Weltkrieges wurde ihr Vater eingezogen. Er gehörte zu den wenigen Überlebenden der Schlacht von Stalingrad, kam in sowjetische Kriegsgefangenschaft und kehrte erst 1955 zu seiner Familie zurück.
Die Mutter Leonore Heintze zog 1944 mit den beiden Kindern für eine kurze Zeit zu ihren Eltern nach Leipzig. Walter Cramer gehörte der Widerstandsgruppe Goerdeler-Kreis an und war in die Vorbereitung des gescheiterten Attentats vom 20. Juli 1944 eingeweiht. Zwei Tage nach dem Attentatsversuch wurde Cramer von der Gestapo verhaftet und am Tag des Schuldprozesses am 14. November 1944 hingerichtet. Die letzten Kriegsmonate und die Zeit danach verbrachten Leonore Heintze und ihre Kinder in Naumburg, Sachsen-Anhalt. Im Jahr 1949 gelang ihnen die Übersiedlung aus der damaligen Sowjetischen Besatzungszone nach Hannover. Dort machte Beatrix Heintze 1959 an der Wilhelm-Raabe-Schule Abitur.
Zum Wintersemester 1959/60 begann Beatrix Heintze das Studium der Ethnologie bei Hermann Baumann sowie der Romanistik, Neueren Geschichte und später Alten Geschichte an der Ludwig-Maximilians-Universität in München. Zu ihrem Studienschwerpunkt wurde schon bald Südrhodesien (heute Simbabwe) und das übrige südliche Afrika. Im Jahr 1968 wurde sie – als erste Frau in München im Fach Ethnologie – mit der Arbeit Besessenheits-Phänomene im mittleren Bantu-Gebiet promoviert, die 1970 im Druck erschien.
Für ihre auf Literaturstudien basierende Dissertation hatte Heintze unter anderem in Lissabon portugiesische Quellen eingesehen. Nach Abschluss des Studiums erhielt sie 1968/69 ein viermonatiges Stipendium der Gulbenkian-Stiftung und anschließend 1969/70 ein Stipendium der Deutschen Forschungsgemeinschaft für Forschungen zum Thema „Königtum in Angola“. Im Mai 1970 trat sie eine Mitarbeiterstelle am Frobenius-Institut an der Johann Wolfgang Goethe-Universität in Frankfurt an, das damals von Eike Haberland geleitet wurde. Haberland fokussierte das Forschungs- und Sammelgebiet auf Afrika südlich der Sahara. Bis 2004 war Beatrix Heintze am Frobenius-Institut zunächst als Schriftleiterin und nach dem Tod Haberlands 1992 als Herausgeberin der beiden institutseigenen Zeitschriftenreihen Paideuma und Studien zur Kulturkunde tätig. Von der internationalen Zeitschrift Paideuma veröffentlichte sie 26 Bände der Jahrgänge 1971 bis 1997. In der Reihe Studien zur Kulturkunde war sie in dieser Zeit an den Bänden 28 bis 120 und 122 beteiligt, ab 1992 als alleinige Herausgeberin und ab 1996 in gemeinsamer Herausgeberschaft mit dem Institutsleiter Karl-Heinz Kohl. 1995 gründete sie die kleine Reihe Afrika Archiv, die Quelleneditionen vorbehalten ist und in der bislang außer drei eigenen Beiträgen eine fremde Edition erschienen sind. Heintzes Forschungen hauptsächlich zur Geschichte Angolas und des westlichen Zentralafrika sowie zur Forschungs- und Wissenschaftsgeschichte Afrikas basieren auf Quellenstudien in deutschen und portugiesischen Archiven.
Die hauptberufliche redaktionelle Arbeit erlaubte nach 1992 keine längeren Auslandsaufenthalte; Frankfurt blieb Heintze darüber hinaus verbunden, weil sie von Klaus E. Müller den auf Afrika bezogenen Teil des wissenschaftlichen Nachlasses von Hermann Baumann zur Auswertung erhalten hatte. Hierzu gehörten auch die Aufzeichnungen des Afrikaforschers Alfred Schachtzabel (1887–1981) über seine Forschungsreise nach Angola 1913–14. In einer 1995 erschienenen Quellenedition versammelte sie die unveröffentlichten und bereits veröffentlichten Schriften Schachtzabels. Zu den weiteren Editionen schriftlicher Quellen über Angola gehören Max Buchners Reise nach Zentralafrika 1878–1882 (erschienen 1999) und Eduard Pechuel-Loesche, Tagebücher von der Loangoküste von 1875/76 (erschienen 2011). Wegen des nach der Unabhängigkeit 1975 beginnenden Bürgerkriegs in Angola konnte Heintze das Schwerpunktland ihrer historischen Studien erstmals 1997 anlässlich einer Konferenz in Luanda besuchen. Mit dem Ende des Bürgerkriegs 2002 veröffentlichte sie einen Katalog der von Hermann Baumann 1954 in Dundo (Nordangola) deponierten ethnographischen Sammlung (Hermann Baumann: Die ethnographische Sammlung aus Südwest-Angola im Museum von Dundo, Angola (1954), 2002).
Zusammen mit dem Historiker Achim von Oppen veranstaltete Heintze im September 2003 am Leibniz-Zentrum Moderner Orient in Berlin ein internationales Symposium zum Thema Geschichte der Transport- und Kommunikationsverbindungen in Angola (Angola on the move: transport routes, communications, and history). Im Januar 2004 ging Heintze in den Ruhestand. Ihre Publikationstätigkeit führt sie fort.
Mit derselben akribischen Methodik, die Heintze beim Studium afrikanischer Quellen anwandte, beschäftigte sie sich mit der Biografie ihres Großvaters Walter Cramer, die 1993 unter dem Titel Walter Cramer – Ein Leipziger Unternehmer im Widerstand gegen den Nationalsozialismus erschien. Ergänzend hierzu veröffentlichte Heintze 2013 einen Band mit den in den letzten Wochen vor seinem Tod geschriebenen Briefen und Notizen, die aus dem Gefängnis herausgeschmuggelt wurden. Die Originaldokumente und Aufzeichnungen Cramers übergab Heintze 2012 dem Stadtarchiv Leipzig. Die Veröffentlichungen zu Cramer rückten dessen Mitwirkung am nationalsozialistischen Widerstand ins öffentliche Bewusstsein und waren der Anlass, dass 1996 ein Denkmal zu seinen Ehren im Johannapark in Leipzig aufgestellt wurde.
Seit 2008 ist Beatrix Heintze korrespondierendes Mitglied der portugiesischen Akademie der Wissenschaften zu Lissabon (Academia das Ciências de Lisboa). Sie erhielt diese Auszeichnung für ihre wissenschaftlichen Arbeiten zum lusophonen Afrika.

## Quellenstudien

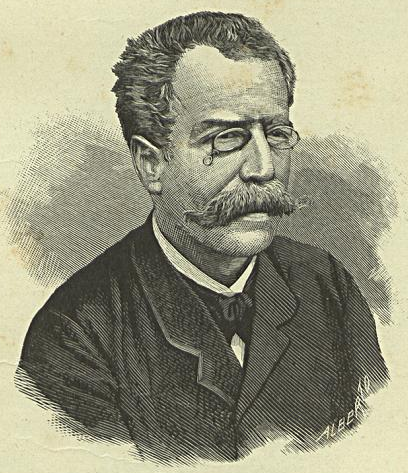
Henrique Augusto Dias de Carvalho. Abbildung in der portugiesischen Zeitung Occidente. Revista Illustrada de Portugal e do Extrangeiro vom 11. September 1890